# Гійом Шойрер
Гійом Шойрер (Guillaume Scheurer) — франкомовний швейцарський дипломат. Надзвичайний і Повноважний Посол Швейцарії в Україні з листопада 2015 (за сумісництвом у Молдові). Лейтенант артилерії Збройних Сил Швейцарії.

## Біографія
Здобув юридичну освіту в університеті Невшатель та закінчив аспірантуру в галузі міжнародної безпеки в Інституті міжнародних досліджень у Женеві, Швейцарія.
Кар'єру розпочав з юридичної практики в місті Невшатель, де з 1990 по 1992 рік працював адвокатом у генеральній дирекції Страхової компанії під Цюрихом. Під час військової служби в Швейцарській армії отримав військове звання Першого лейтенанта артилерії.
У 1992 році — розпочав роботу в Швейцарському зовнішньому відомстві, перше призначення за кордон отримав у Преторію і Кейптаун.
У 1997 році — заступник керівника Секції ОБСЄ в Берні і член Цільової групи в Берні за швейцарського головування в ОБСЄ.
У 1998—2001 рр. — перший секретар делегації Швейцарії в ОБСЄ;
У 2001—2005 рр. — заступник глави місії в посольстві Швейцарії в Тегерані, яке також представляє інтереси США в Ірані.
У 2005—2008 рр. — заступник начальника політичного відділу з безпеки людини, зміцнення миру і прав людини в Міністерстві закордонних справ в Берні;
У 2009—2013 рр. — заступник керівника посольства Швейцарії у Вашингтоні, де він також був керівником політичної і правової секції;
У 2013—2015 рр. — заступник глави делегації швейцарської делегації в ОБСЄ, в тому числі за швейцарського головування в ОБСЄ в 2014 році;
З жовтня 2015 року — Надзвичайний і Повноважний Посол Швейцарії в Україні та Молдові за сумісництвом з резиденцією в Києві.
9 грудня 2015 року вручив вірчі грамоти Президенту України Петру Порошенку.